# Liste du patrimoine mondial au Laos
Cet article recense les sites inscrits au patrimoine mondial au Laos.

## Statistiques
Le Laos (République démocratique populaire lao pour l'UNESCO) ratifie la Convention pour la protection du patrimoine mondial, culturel et naturel le 20 mars 1987. Le premier site protégé est inscrit en 1995.
En 2025, le Laos compte 4 sites inscrits au patrimoine mondial, 3 culturels et 1 naturel. 
Le pays a également soumis 1 site à la liste indicative, culturel.

## Listes

### Patrimoine mondial
Les sites suivants sont inscrits au patrimoine mondial.
| Id.  | Site                                                                              | Province      | Année | Superficie (ha) | Critères et notes | Coordonnées                        | Illus. |
| ---- | --------------------------------------------------------------------------------- | ------------- | ----- | --------------- | --- | ---------------------------------- | ------ |
| 951  | Parc national de Phong Nha-Ke Bang et Parc national de Hin Nam No (en)            | Khammouane    | 2025  | 94 121          | Naturel, (viii), (ix), (x) Site transfrontalier partagé avec le Vietnam. Le parc national de Phong Nha-Ke Bang, au Vietnam, est inscrit en 2003, le site est étendu en 2025 au parc national de Hin Nam No, au Laos. | 17° 22′ 32″ nord, 105° 53′ 03″ est |        |
| 1587 | Sites de jarres mégalithiques de Xieng Khouang – plaine des Jarres                | Xieng Khouang | 2019  | 174,56          | Culturel (iii) | 19° 28′ nord, 103° 11′ est         |        |
| 481  | Vat Phou et les anciens établissements associés du paysage culturel de Champassak | Champassak    | 2001  | 39 000          | Culturel, (iii), (iv), (vi) | 14° 50′ 53″ nord, 105° 49′ 19″ est |        |
| 479  | Ville de Luang Prabang                                                            | Luang Prabang | 1995  |                 | Culturel, (ii), (iv), (v) | 19° 53′ 20″ nord, 102° 07′ 59″ est |        |

### Liste indicative
Les sites suivants sont inscrits sur la liste indicative.
| Site                    | Province  | Type               | Date | Superficie (ha) | Lien | Notes | Coordonnées                        | Illus. |
| ----------------------- | --------- | ------------------ | ---- | --------------- | ---- | ----- | ---------------------------------- | ------ |
| That Luang de Vientiane | Vientiane | Culturel (i), (iv) | 1992 |                 | 391  |       | 17° 58′ 37″ nord, 102° 38′ 10″ est |        |